# Gipfeltreffen in Hanoi

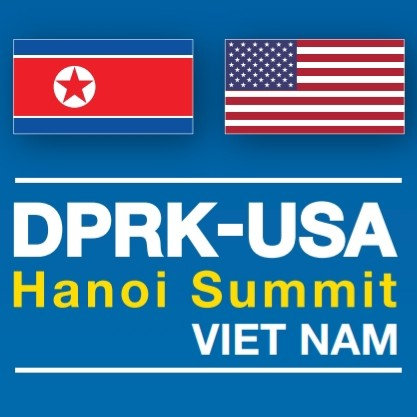
Logo des Gipfels

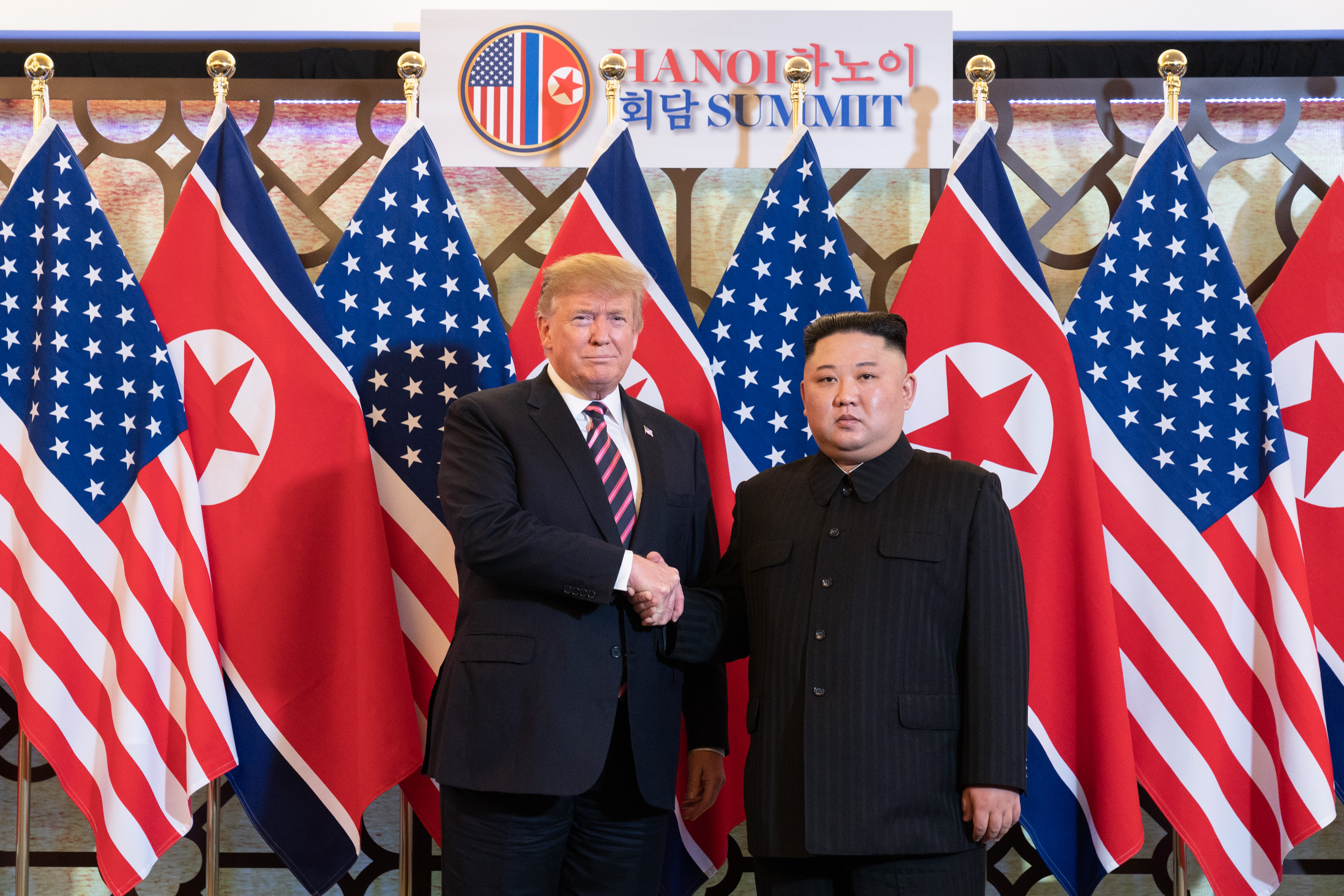
Donald Trump und Kim Jong-un beim Gipfeltreffen

Das Gipfeltreffen in Hanoi (Vietnam) war das zweite Treffen zwischen dem nordkoreanischen Staatsführer Kim Jong-un und dem US-amerikanischen Präsidenten Donald Trump. Es fand am 27. und 28. Februar 2019 statt und wurde vorzeitig beendet.
Im Juni 2018 kam es bereits zu einem ersten Gipfeltreffen in Singapur. Dort sprachen die beiden Staatsführer über die Normalisierung der Beziehungen zwischen den beiden verfeindeten Staaten und über den Rahmen einer Denuklearisierung Nordkoreas. Auch beim zweiten Treffen in Hanoi sollten der Plan zur nuklearen Abrüstung und die weitere Verbesserung der Beziehungen Hauptthemen der Gespräche darstellen.

## Verlauf
Kim Jong-un reiste am 23. Februar 2019 vom Zentralbahnhof von Pjöngjang in einem gepanzerten Zug in Richtung Hanoi ab. Am 26. Februar erreichte Kim die vietnamesische Grenzstadt Đồng Đăng und wurde von dort in einem kugelsicheren Mercedes S600 Pullman Guard nach Hanoi gefahren. In Kims Begleitung waren seine Schwester und Stabschefin Kim Yo-jong und der frühere Geheimdienstchef Kim Yong-chol. Präsident Donald Trump war in Begleitung seines Außenministers Mike Pompeo und seines amtierenden Stabschefs Mick Mulvaney. Am Abend des 27. Februar sollte ein gemeinsames Abendessen zwischen Kim und Trump stattfinden, wohingegen das eigentliche Treffen am 28. Februar stattfinden sollte. Südkoreas Blaues Haus spekulierte im Vorwege, dass eine Friedensvereinbarung zur Beendigung des Koreakriegs getroffen werden könne. Dieser ist seit 1953 durch einen Waffenstillstand unterbrochen.
Über 3500 Journalisten meldeten sich für das Treffen an.
Kim Jong-un sagte, er würde die Eröffnung eines US-Verbindungsbüros in Nordkorea begrüßen. Es solle auch ein nordkoreanisches Büro in Washington, D.C. eröffnet werden. Beim Treffen wurde kein Durchbruch erzielt. Die Gespräche zeigten jedoch Kims Willen zur Denuklearisierung. Weitere Treffen zwischen Trump und Kim seien notwendig.
Donald Trump gab als Grund für eine fehlende gemeinsam unterschriebene Erklärung von Hanoi die Forderung von Kim an, die Sanktionen gegen Nordkorea aufzuheben. Die USA seien dazu jedoch nicht bereit. Dennoch seien die Gespräche positiv verlaufen.
Das Treffen der beiden Staatsführer wurde von nordkoreanischer Seite aus offenbar als gescheitert betrachtet. Insofern gab der aus Nordkorea geflüchtete Überläufer und Diplomat Ri Il-gyu nach seiner Flucht an, dass nach dem Gipfel der damalige nordkoreanische Außenminister Ri Yong-ho wegen angeblicher Korruption in ein Straflager gesteckt und dessen Stellvertreter Han Song-ryol wegen angeblicher Spionage hingerichtet wurde.